# Castro de Castelo Velho (Sertã)
O Castro de Castelo Velho seria um povoado fortificado que foi pela primeira vez referenciado por Francisco Tavares Proença Jr. Tratar-se-ia de um castro luso-romano junto ao lugar de Castelo Velho na freguesia da Sertã. João de Almeida refere mesmo que no local teria existido um castelo medieval.
Desconhece-se actualmente a localização do eventual castro e de tal castelo, e não há memória entre os locais de ali ter havido vestígio arqueológico algum. No entanto o Museu Francisco Tavares Proença Júnior em Castelo Branco guarda algumas peças (5 moedas, 8 machados de anfibolito e um bracelete de bronze) que dali teriam provindo.